# Richard Gottheil
Richard James Horatio Gottheil (geboren am 13. Oktober 1862 in Manchester; gestorben am 22. Mai 1936 in New York) war ein US-amerikanischer Semitist und Professor für Rabbinische Literatur.

## Leben und Wirken
Als er elf Jahre alt war, erhielt sein Vater, Rabbiner Gustav Gottheil, eine Stelle als Assistant Rabbi am größten Reformtempel in New York (Temple Emanu-El), so dass die Familie in die USA übersiedelte. Sein Studium absolvierte Gottheil sowohl in den USA als auch Europa. 1886 wurde er von der Universität Leipzig aufgrund einer philologischen Editionsstudie (Mâr Eliâ of Ṣóbhâ: A treatise on Syriac grammar) zum Dr. phil. promoviert. Im selben Jahr berief ihn die New Yorker Columbia University zum Professor für Rabbinische Literatur. Wie eine Postkarte aus dem Jahre 1887 in der Sammlung des Museums Neustrelitz (Kulturquartier Mecklenburg-Strelitz) beweist, stand er u. a. in Kontakt mit Jacob Hamburger, Landesrabbiner des Großherzogtums Mecklenburg-Strelitz mit Sitz in (Alt-)Strelitz. Seit 1896 leitete er als Direktor die Orientalische Abteilung der New York Public Library.
Gottheil war einer der ersten amerikanischen Zionisten. 1898 wurde er zum ersten Präsidenten der Federation of American Zionists gewählt. Er war Reformrabbiner und Mitglied des Aktionskomitees der Zionistischen Weltorganisation.
Zwischen Gottheil und Theodor Herzl entwickelte sich eine enge Freundschaft.

## Werke
- Mâr Eliâ of Ṣóbhâ: A treatise on Syriac grammar. Hrsgg. und übersetzt von Richard J. H. Gottheil, Drugulin, Oriental-Printer, Leipzig 1886 (Dissertation); Buchausgabe: Berlin / London / New York 1887.
- A selection from the Syriac Julian romance. Ed. with a complete glossary in English and German by Richard J. H. Gottheil, Leiden: Brill, 1906 (Semitic study series; 7) [Nachdruck: Leiden: Brill, 1969].
- Zionism, Philadelphia: The Jewish Publ. Society of America, 1914.
- Palestine, New York: Carnegie Endowment for Internat. Peace, 1919.
- Fragments from the Cairo Genizah in the Freer Collection, New York [u. a.]: Macmillan, 1927.

## Herausgeberschaften
- Columbia University Oriental Series
- Semitic Study Series
- Richard Gottheil war auch Redakteur der Jewish Encyclopedia